# O'Higgins (CL-02)
El crucero O'Higgins fue un crucero ligero, el primero de siete naves de la clase Brooklyn, construidos para la Armada de los Estados Unidos. Puesto en servicio 1937 con el nombre de USS Brooklyn (CL-40) fue el tercer buque en llevar ese nombre. Durante la Segunda Guerra Mundial se desempeñó en el Atlántico como escolta de convoyes y proporcionó fuego de apoyo naval en los desembarcos anfibios. En 1947 fue dado de baja quedando en la reserva.
En 1951 fue transferido a la Armada de Chile en la que sirvió por más de 40 años. Se hundió en 1992 mientras era remolcado hacia el puerto en que sería desguazado.

## Características

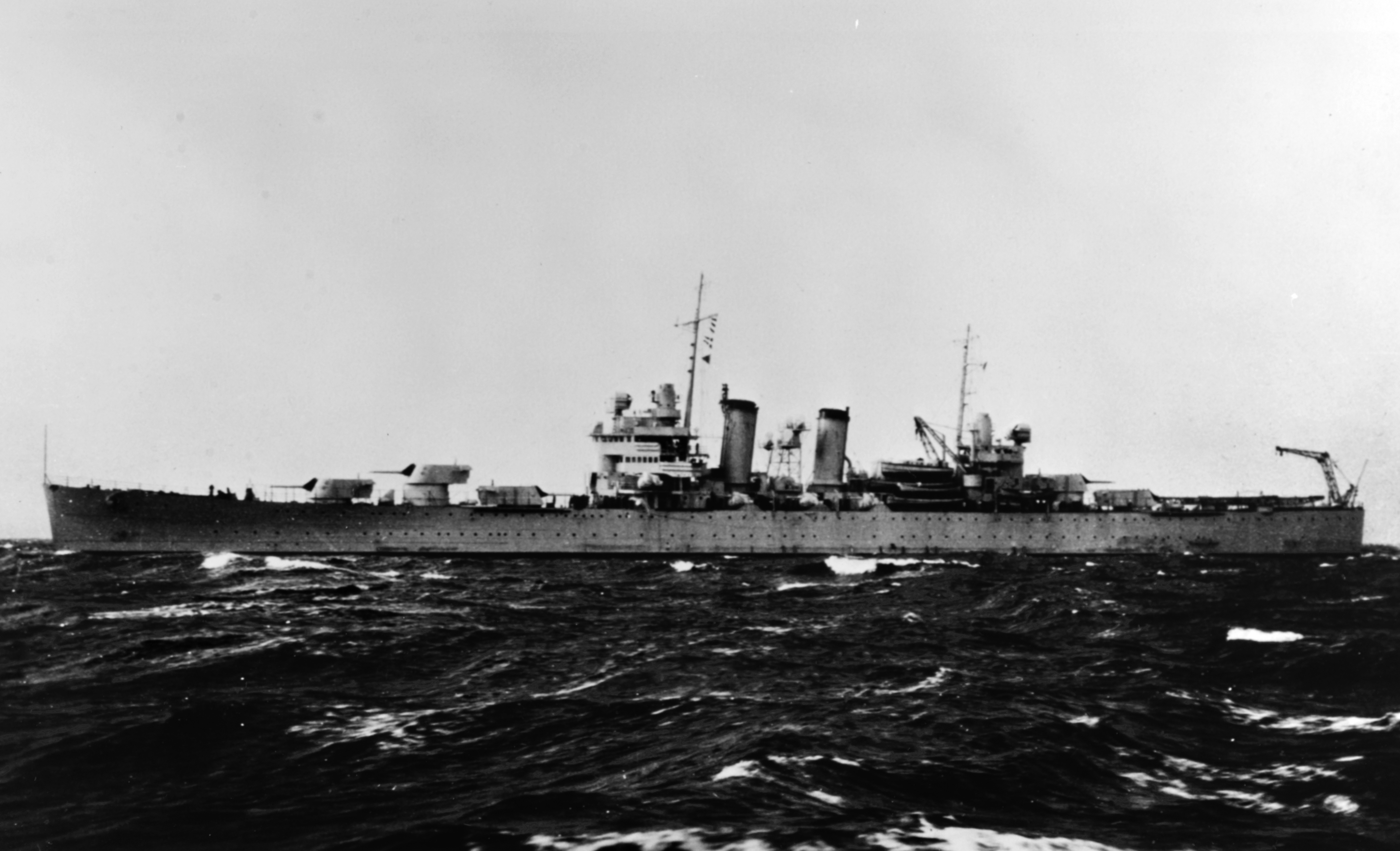
USS Brooklyn (CL-40) en 1937

Fue la tercera nave de la Armada de los Estados Unidos en llevar el nombre de Brooklyn; lanzado al agua en el New York Navy Yard el 30 de noviembre de 1936 entró en servicio el 30 de septiembre de 1937. Diseñado y construido de acuerdo a las restricciones impuestas por el Tratado Naval de Washington de 1922 su objetivo era oponerse a los cruceros japoneses de la clase Mogami.
Tenía un desplazamiento de 13.943 tons. Su eslora era de 185,4 metros, manga de 18,8 metros y un calado de 7,3 metros. Su armamento principal consistía en 5 torres triples con cañones de 6"/47 y 8 cañones AA de 5"/25: Su armamento secundario eran 28 ametralladoras de 40/56 mm. y 28 ametralladoras de 20/63 mm. Era propulsado por 4 turbinas Parson de 2000 Kwts que le proporcionaban una potencia total de 100.000 shp con la que alcanzaba una velocidad máxima de 34,5 nudos. Su tripulación era de 868 hombres.

## Servicio en Estados Unidos

### Período entre las guerras mundiales

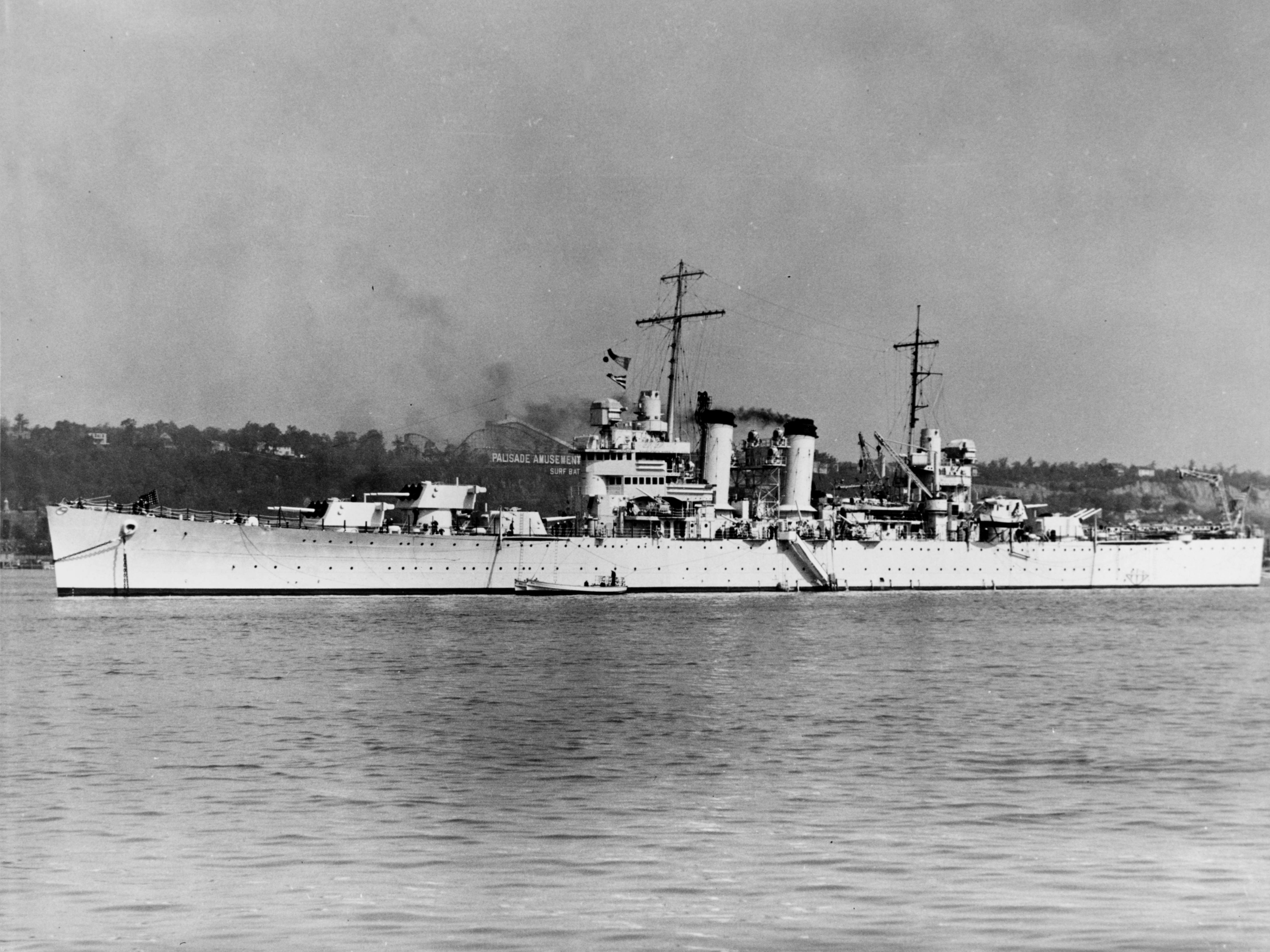
USS Brooklyn (CL-40) en 1939

A fines de 1938 y luego de un período de pruebas y entrenamiento en Guantánamo, Cuba, fue asignado a la flota de la zona del canal de Panamá hasta abril de 1939 fecha en que regresó a Estados Unidos para participar en la inauguración de la Feria Mundial de Nueva York, 30 de abril de 1939. Desde mayo y hasta el 3 de junio de ese año actuó como buque base durante las operaciones de salvataje y rescate de los tripulantes del USS Squalus (SS-192) hundido 6 millas al sur de las Isles of Shoals ubicadas frente a la frontera de los estados de Nuevo Hampshire y Maine. 
Luego se unió a la flota del Pacífico y participó en la Golden Gate International Exposition, feria mundial realizada en la ciudad de San Francisco entre mayo y septiembre de 1940 para celebrar, entre otros acontecimientos, la construcción de dos puentes el San Francisco-Oakland Bay y el Golden Gate. Continuó sirviendo en la costa oeste hasta febrero de 1941, luego efectuó un viaje a la isla Midway trasladando un destacamento de Marines, en marzo zarpó desde San Diego en una gira de buena vecindad y entrenamiento en las que visitó Samoa, Tahití y Auckland en Nueva Zelandia, regresando en mayo a Pearl Harbor donde recibió la orden de trasladarse a la coste este integrándose a la flota del Atlántico. Del 1 al 7 de julio de 1941 escoltó al convoy que trasladó una guarnición hasta Reikiavik, Islandia. Durante el resto del año 1941 estuvo escoltando convoyes y patrullando en el océano Atlántico.

### Durante la Segunda Guerra Mundial

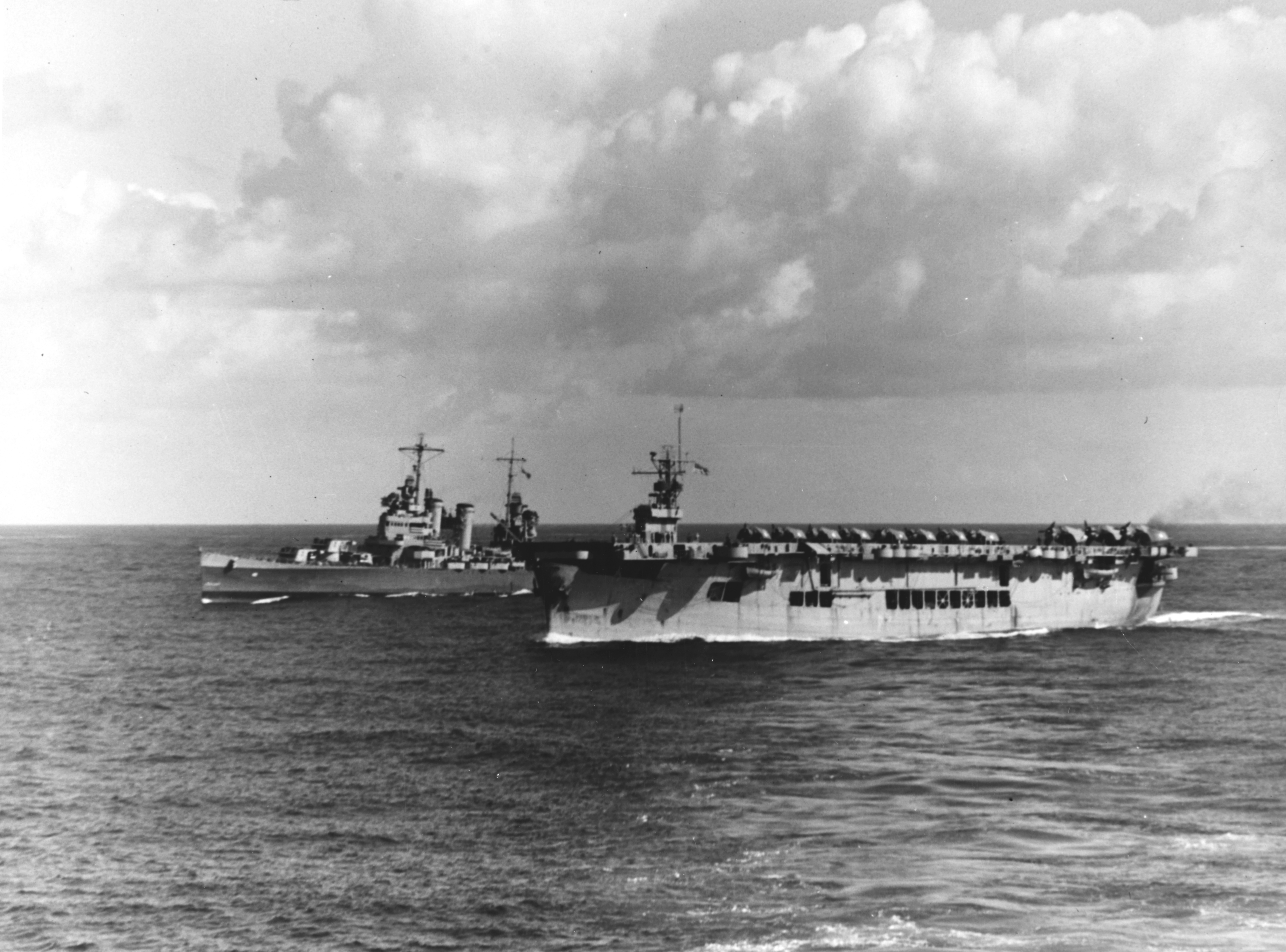
USS Brooklyn (CL-40) escoltando al portaaviones USS Suwannee (CVE-27) en 1942

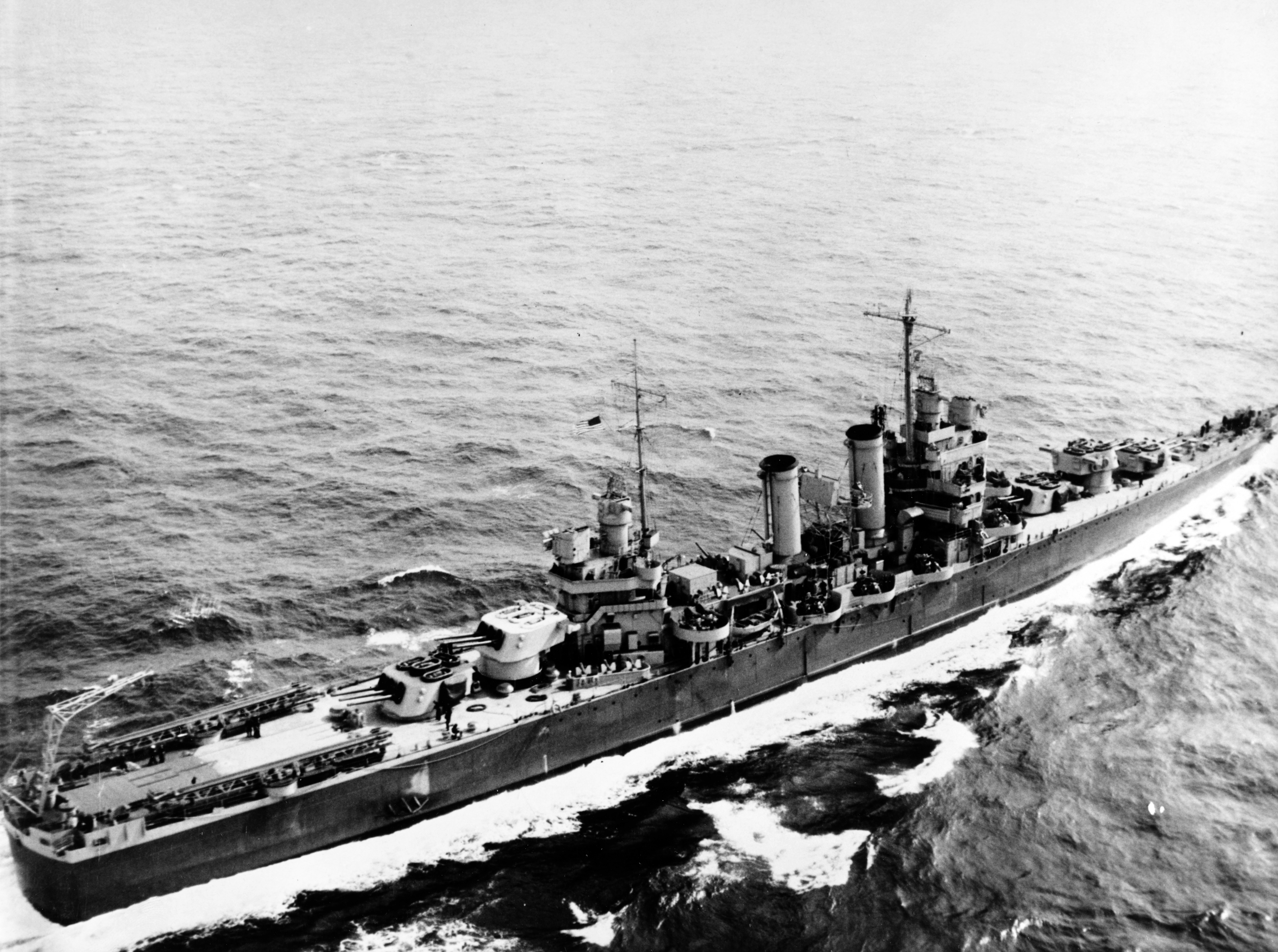
USS Brooklyn (CL-40) en 1943

A partir del 7 de diciembre de 1941 cuando los Estados Unidos entraron a la guerra, el Brooklyn zarpó desde Bermuda a patrullar frente a Martinica observando las unidades navales de la Francia de Vichy. En abril de 1942 fue comisionado para integrar la escolta de los convoyes entre los Estados Unidos y el Reino Unido. El 3 de septiembre de 1942 durante la navegación hacia Inglaterra, el transporte de personal USS Wakefield (AP-21) se incendió y fue abandonado, el Brooklyn rescató a 1.173 soldados que se encontraban a bordo.
El 24 de octubre de 1942 zarpó de Norfolk hacia África del Norte integrando la operación Torch con desembarcos en Marruecos y Argelia. El 8 de noviembre bombardeó las instalaciones de tierra durante el desembarco de Fedhala, cuando las naves francesas zarparon de Casablanca, el Brooklyn y el Augusta (CA-31) abrieron fuego sobre el destructor Milan, el Brooklyn también cooperó en dañar al destructor Brestois y puede haber dañado también al crucero liviano Primauget, ambas naves francesas posteriormente fueron varadas o se hundieron por el daño recibido. El Brooklyn fue atacado con torpedos por el submarino francés Amazone pero estos no dieron en el blanco, la tripulación del crucero no se enteró de este ataque, en la tarde de ese mismo día bombardeó a la artillería francesa de Casablanca. Durante estas acciones el Brooklyn fue alcanzado por un proyectil que le dañó dos cañones e hirió a cinco de sus tripulantes.
Las operaciones navales en Marruecos terminaron pronto por lo que el Brooklyn zarpó el 17 de noviembre de 1942 hacia la costa Este. Entre enero y julio de 1943 efectuó tres viajes como escolta de los convoyes entre la costa Este y Casablanca y luego se dirigió al Mediterráneo donde participó en la invasión de Sicilia efectuando fuego de apoyo naval, del 10 al 14 de julio.
Permaneció en el Mediterráneo y entre el 22 de enero y el 9 de febrero de 1944 participó en el desembarco de Anzio-Nettuno. Entre el 13 y el 23 de mayo del mismo año efectuó fuego de bombardeo en la zona de Formia - Anzio y posteriormente participó en los ejercicios preparatorios de la invasión de Francia. El 15 de agosto de 1944 participó en el bombardeo terrestre que precedió al desembarco de las tropas aliadas en la costa sur de Francia. Permaneció en el Mediterráneo hasta el 21 de noviembre de 1944, fecha en que zarpó desde Sicilia a Nueva York, puerto al que arribó el 30 de noviembre.
El Brooklyn recibió cuatro medallas por sus actuacines durante la Segunda Guerra Mundial.

### Periodo posterior a la Guerra Mundial

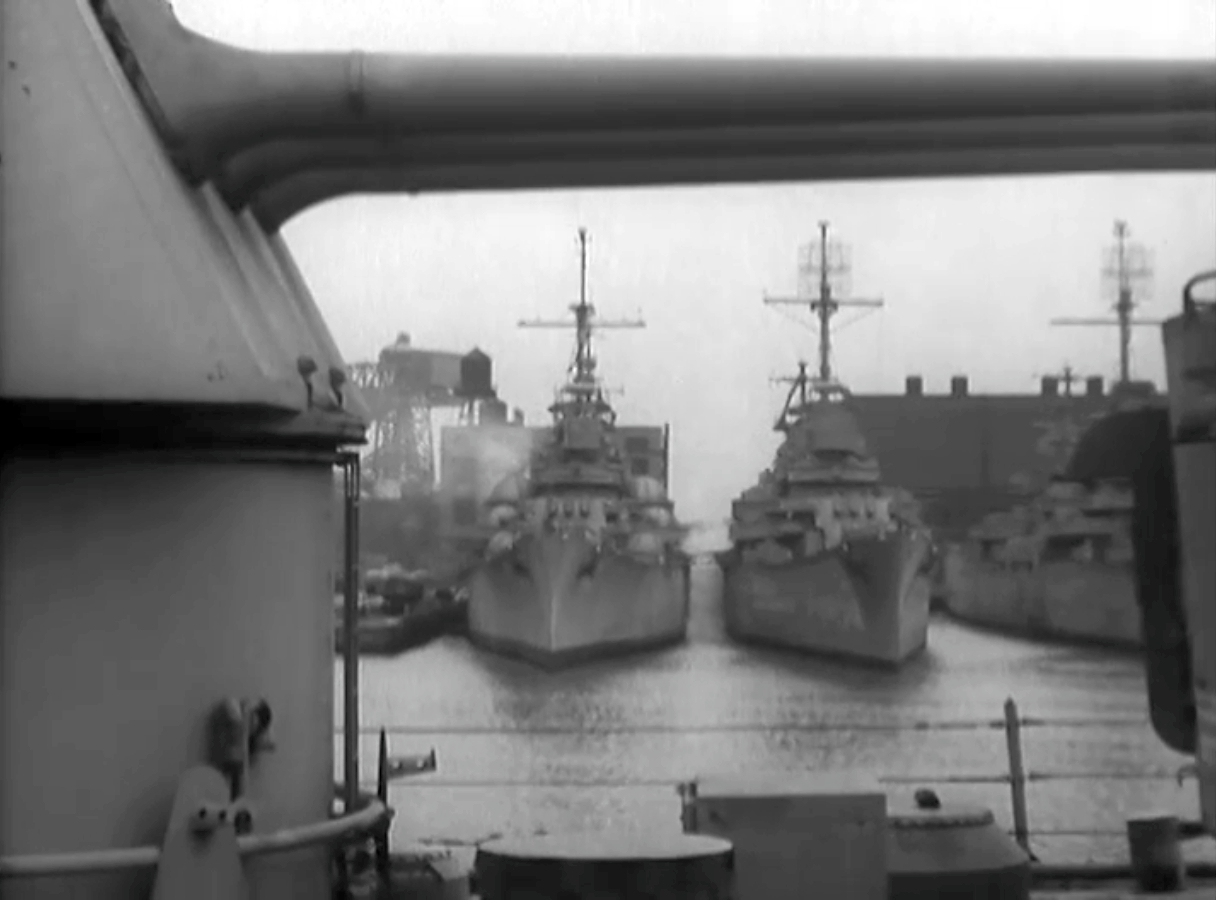
El USS Brooklyn (CL-40) anclado en 1951.

Entre diciembre de 1944 y mayo de 1945 permaneció en el New York Navy Yard donde fue sometido a alteraciones y reparaciones extensas. De mayo a septiembre de 1945 efectuó navegaciones de entrenamiento a lo largo de la costa Este y luego recaló en el Philadelphia Navy Yard para su alistamiento para ingresar a la reserva el 30 de enero de 1946 y fue dado de baja el 3 de enero de 1947. El 9 de enero de 1951 fue transferido al gobierno de Chile de acuerdo al Programa de Defensa y Ayuda Mutua.

## Servicio en Chile

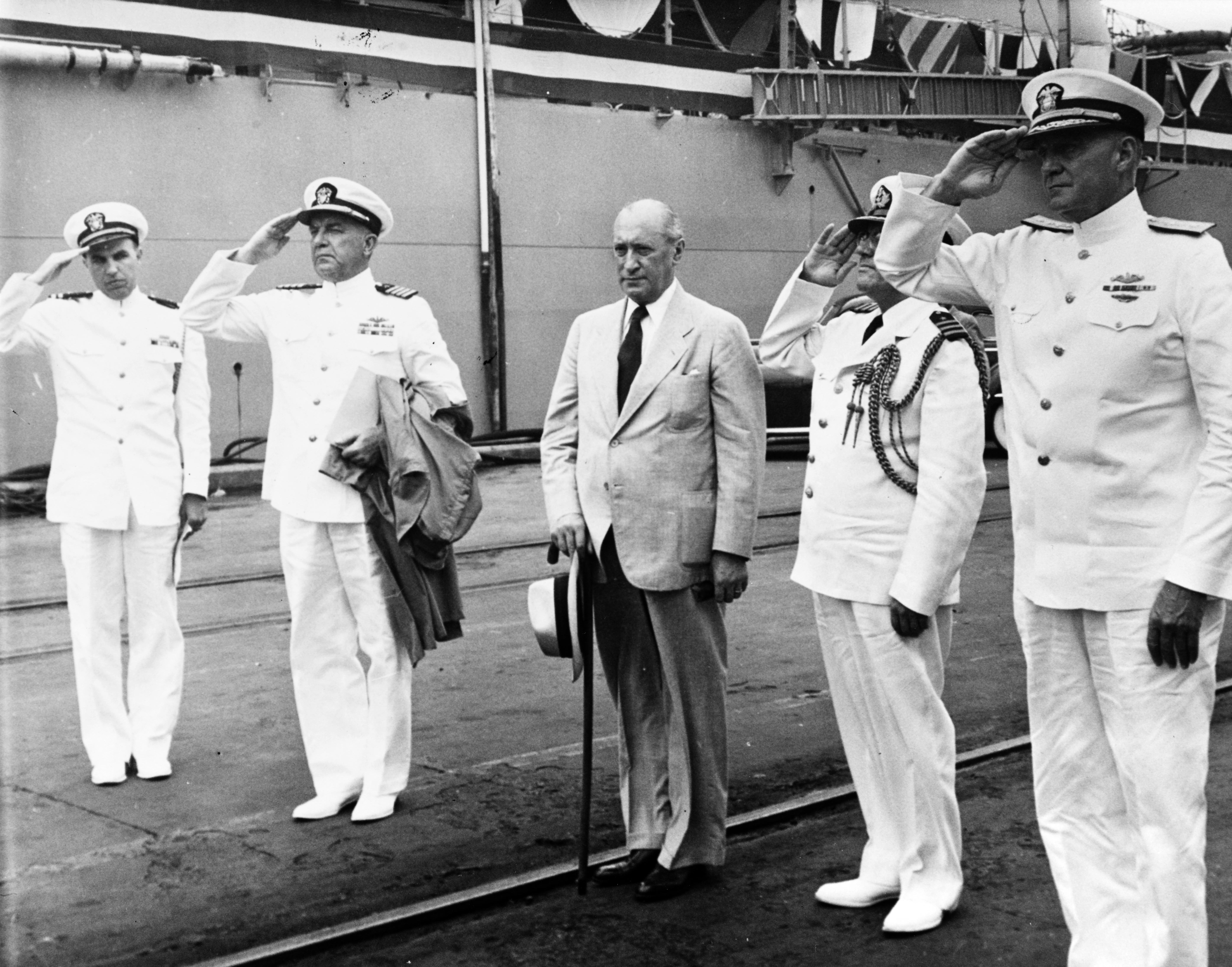
Ceremonia de transferencia del antiguo crucero ligero de la Armada de los Estados Unidos USS Brooklyn (CL-40) a la Armada de Chile celebrada en el Astillero de Filadelfia (EE. UU.) el 30 de junio de 1951.En la imagen aparecen, entre otros: el embajador de Chile, Félix Nieto Del Río y el contralmirante John H. Brown, de la Armada estadounidense. El Brooklyn fue puesto en servicio por Chile el 9 de enero de 1951, cuando todavía se encontraba sin estar listo.

La República de Chile compró los cruceros USS Brooklyn y USS Nashville por 37 millones de dólares. La Armada se hizo cargo del buque el 30 de junio de 1951 en Filadelfia. Una vez en Chile, fue varias veces buque insignia de la Escuadra y participó en operaciones UNITAS. En 1958 fue sometido a modernización en EE. UU.
El 24 de julio de 1961, estando fondeado en la bahía de Punta Arenas, una lancha que regresaba a bordo desde el muelle Prat volcó al llegar al costado del buque, falleciendo 17 tripulantes acorralados por la turbulencia o por las bajas temperaturas de las aguas, mientras otros 20 salvaron sus vidas alcanzando a subir a cubierta.
El 12 de agosto de 1974, mientras navegaba por los canales patagónicos, chocó con una roca aguja no señalada en la carta de navegación, sufriendo una avería que rompió su casco en una extensión de 71 metros, rápidamente embarcó 2500 toneladas de agua de mar que inundaron los departamentos de calderas y máquinas, quedando el buque sin poder. Las partidas de Control de Averías controlaron la flotabilidad de la nave y posteriormente 65 buzos trabajaron en reparar su casco para permitirle navegar a reparaciones en Talcahuano. También se trabajó en habilitar las calderas y máquinas. A mediados de septiembre el crucero entraba en Talcahuano por sus propios medios para efectuar las reparaciones definitivas.
Fue dado de baja con fecha 27 de septiembre de 1991 y por D.S. (M) N 28 de 28 de octubre de 1991, se autorizó su enajenación a la Compañía inglesa Incom Shiptrade Ltd. siendo transferido por contrato de compraventa de 2 de octubre de 1992.